# Bufonia chevallieri
Bufonia chevallieri är en nejlikväxtart som beskrevs av Jules Aimé Battandier. Bufonia chevallieri ingår i släktet Bufonia och familjen nejlikväxter. Inga underarter finns listade i Catalogue of Life.